# Kokoa I
Kokoa I est un village de la Région du Littoral du Cameroun, situé dans la commune de Ngambe. 

## Population et développement
En 1967, la population de Kokoa I était de 74 habitants, essentiellement des Babimbi du peuple Bassa. La population de Kokoa I était de 11 habitants dont 4 hommes et 7 femmes, lors du recensement de 2005.  